# Neoklassieke synthese
De neoklassieke synthese is een naoorlogse academische stroming in de economie die probeert om het macro-economische gedachtegoed van John Maynard Keynes op te nemen in de kaders van de neoklassieke economie. De hoofdstroom van de economie wordt door de neoklassieke synthese gedomineerd, die wat betreft de macro-economische aspecten grotendeels keynesiaans is en wat betreft de micro-economische aspecten grotendeels neoklassiek is.
De theorie werd voornamelijk ontwikkeld door John Hicks en later gepopulariseerd door de wiskundige econoom Paul Samuelson, die de term lijkt te hebben bedacht en de term "synthese" zeker heeft helpen verspreiden, voornamelijk door zijn invloedrijke leerboek, Economics.
Dit proces begon al snel na de publicatie van Keynes' General Theory met het IS-LM-model, dat in 1937 voor het eerst door John Hicks werd gepresenteerd. Het proces werd voortgezet met aanpassingen in de vraag-en-aanbodmodellen van markten naar de keynesiaanse theorie. Het stelt dat prikkels en kosten een alomvattende rol spelen in de besluitvorming door consumenten en producenten. Een heel duidelijk voorbeeld hiervan is de consumententheorie van de individuele vraag, die isoleert hoe prijzen (als kosten) en inkomenseffecten de gevraagde hoeveelheid beïnvloeden.

## Voetnoten
1. ↑  Clark, B. (1998). Political-economy:  A comparative approach. Westport, C.T.: Preager.
2. ↑  Paul A. Samuelson (1955), Economics, 3e ed., McGraw-Hill.
3. ↑  Blanchard, Olivier Jean (1992), "Neoclassical synthesis," The New Palgrave Dictionary of Economics, 2e Edition. Abstract
4. ↑  Hicks, J.R. (1937). "Mr. Keynes and the 'Classics': A Suggested Interpretation," Econometrica, 5 (2), blz. 147] -159 (via JSTOR).